# Panumajärvi
Panumajärvi är en sjö i Finland. Den ligger i kommunen Pudasjärvi i landskapet Norra Österbotten, i den centrala delen av landet, 600 km norr om huvudstaden Helsingfors. Panumajärvi ligger 108,6 meter över havet. Arean är 5,29 kvadratkilometer och strandlinjen är 13,17 kilometer lång. Sjön  ingår i Ijo älvs huvudavrinningsområde.   
I övrigt finns följande i Panumajärvi:
- Peltosaari (en ö)
- Levosaari (en ö)